# Tilke Engineering
Tilke Engineering GmbH est une entreprise allemande spécialisée dans la conception et la création de circuits automobiles fondée en 1983 par l'architecte et ingénieur Hermann Tilke.

## Histoire

### Les débuts
En 1983, l'architecte allemand Hermann Tilke, passionné de sport automobile et gentleman-driver crée l'entreprise Tilke Engineering, qui associe ses compétences en architecture, génie civil et électronique dans le but de concevoir des nouveaux circuits automobiles ou d'en modifier d'anciens. L'une de ses premières tâches est de doter le Nürburgring d'une courte route d'accès. En 2002, il refait le complexe du circuit. 
Sa première grande œuvre est la transformation du rapide Österreichring en un circuit plus court, l'A1-Ring, en Autriche en 1996.

### 1998: circuit de Sepang
L'une des premières créations complètes de l'entreprise est le Circuit international de Sepang conçu en 1998. Le circuit malaisien est équipé d'installations ultramodernes qui restent à la pointe de la technologie. L'apparition de ce circuit au calendrier marque le début de l'émergence des pays asiatiques en sport automobile.

### 2004-2005: Shanghai, Barhein et Istanbul
L'apparition des Grands Prix de Formule 1 en Asie et au Moyen-Orient permet d'augmenter les activités de l'entreprise. En 2004, Hermann Tilke présente les circuits de Barhein et de Shanghai, tous deux construits avec des moyens colossaux. Le Circuit d'Istanbul Park est construit sur le même modèle.

### 2006-2008: créations de circuits urbains
De 2006 à 2008, Hermann Tilke conçoit des circuits urbains, dont les circuits de Formule 1 de Valencia et Singapour. Le reste de l'entreprise Tilke n'est pas totalement impliquée dans les projets de circuit urbains.

### 2009-présent: Abou Dabi
À la fin de l'année 2006, le promoteur de la Formule 1, Bernie Ecclestone signe un contrat avec le prince d'Abou Dabi pour accueillir le premier Grand Prix automobile d'Abou Dabi à partir de 2009 en partenariat avec Tilke GmbH, chargé de la conception du Circuit Yas Marina. 
De 2009 à 2012, beaucoup de circuits sont créés en Europe et dans le reste du monde sous la direction de Tilke.

## Travaux importants
| Circuit                           | Année     | Notes                                                     |
| --------------------------------- | --------- | --------------------------------------------------------- |
| A1-Ring                           | 1996      | modification du tracé                                     |
| Atlanta Motorsport Park           | 2012      | nouveau circuit                                           |
| Circuit international de Sakhir   | 2004      | nouveau circuit                                           |
| Bilster Berg Drive Resort         | 2012      | nouveau circuit d'essai                                   |
| Circuit international Buddh       | 2011      | nouveau circuit                                           |
| Circuit de Catalogne              | 2002      | ajout tribune                                             |
| Circuit des Amériques             | 2012      | nouveau circuit                                           |
| Circuit de Zandvoort              | 2001      | ajout tribune                                             |
| Circuito Los Coves                | 2008      | nouveau circuit d'essai                                   |
| Espacio del Motor                 | 2006      | centre destiné au sport automobile                        |
| Fuji Speedway                     | 2005      | modification du tracé                                     |
| Hockenheimring                    | 2002      | modification du tracé et ajout d'une tribune              |
| Circuit d'Istanbul Park           | 2005      | nouveau circuit                                           |
| Kazakhstan Motor City             | 2007/2008 | nouveau circuit                                           |
| Circuit international de Corée    | 2010      | nouveau circuit                                           |
| Circuit Motorland Aragon          | 2009      | nouveau circuit                                           |
| Moscow Raceway                    | 2012      | nouveau circuit                                           |
| Beto Carrero Motorsport Park      | 2012      | nouveau circuit de karting                                |
| Nurburgring                       | 1995-2001 | modification du tracé et ajout d'une tribune              |
| Circuit Paul Ricard               | 2002      | modification du tracé et ajout de stands                  |
| Rudskogen Motorpark               | 2011      | modification du tracé                                     |
| Sachsenring                       | 2001      | modification du tracé et ajout d'une tribune et de stands |
| Circuit international de Sepang   | 1998      | nouveau circuit                                           |
| Circuit international de Shanghai | 2004      | nouveau circuit                                           |
| Marina Bay                        | 2008      | nouveau circuit                                           |
| Circuit Yas Marina                | 2009      | nouveau circuit                                           |
| Circuit urbain de Bakou           | 2016      | nouveau circuit                                           |
| Circuit de la corniche de Djeddah | 2021      | nouveau circuit                                           |
| Autodrome international de Miami  | 2022      | nouveau circuit                                           |